# Margaretta Taylor
Margaretta Taylor, flicknamn Johnson, är en amerikansk filantrop.
Den amerikanska ekonomitidskriften Forbes rankar Taylor till att vara den 55:e rikaste amerikanen och världens 159:e rikaste med en förmögenhet på $8,7 miljarder för den 12 augusti 2017.
Hon är dotter till Anne Cox Chambers, syster till Katharine Rayner, halvsyster till James Cox Chambers, systerdotter till Barbara Cox Anthony, kusin till Jim Kennedy och Blair Parry-Okeden och dotterson till företagsledaren och politikern James M. Cox. Hennes son Alex Taylor är COO för familjeföretaget Cox Enterprises, Inc. och är utsedd att bli deras president och VD den 1 januari 2018.